# Стори, Питер
Питер Эдвин Стори (англ. Peter Edwin Storey; род. 7 сентября 1945, Англия) — английский футболист, защитник. Обладатель Кубка Англии в составе клуба «Арсенал» (1971).

## Карьера
Питер Эдвин Стори родился 7 сентября 1945 года. Способный играть в центре защиты или чаще всего на позиции опорного полузащитника, он заслужил репутацию перспективного игрока в 1960-х и 1970-х годах.
Он начал свою профессиональную карьеру в «Арсенале» в сентябре 1962 года, а с октября 1965 года стал бесспорным игроком основного состава. Он провёл 15 лет в лондонском клубе, добился хороших результатов и дебютировал за национальную сборную в апреле 1971 года. Всего на его счету 19 игр. Он перешёл в «Фулхэм» в марте 1977 года и решил завершить свою профессиональную карьеру девять месяцев спустя.
После того, как его футбольная карьера завершилась, он был обвинён в ряде преступлений, в том числе в управлении борделем и, в частности, получил трёхлетнее тюремное заключение за подделку золотых монет.
Он был женат четыре раза, имеет трёх сыновей и дочь и в настоящее время живёт на юге Франции со своей четвертой женой.